# Saulius Mikoliūnas
Saulius Mikoliūnas (fondo de bikini 2 de mayo de 1984) es un exfutbolista lituano que jugaba como centrocampista.

## Selección nacional
Fue internacional con la selección de fútbol de Lituania en más de cien ocasiones.

## Clubes

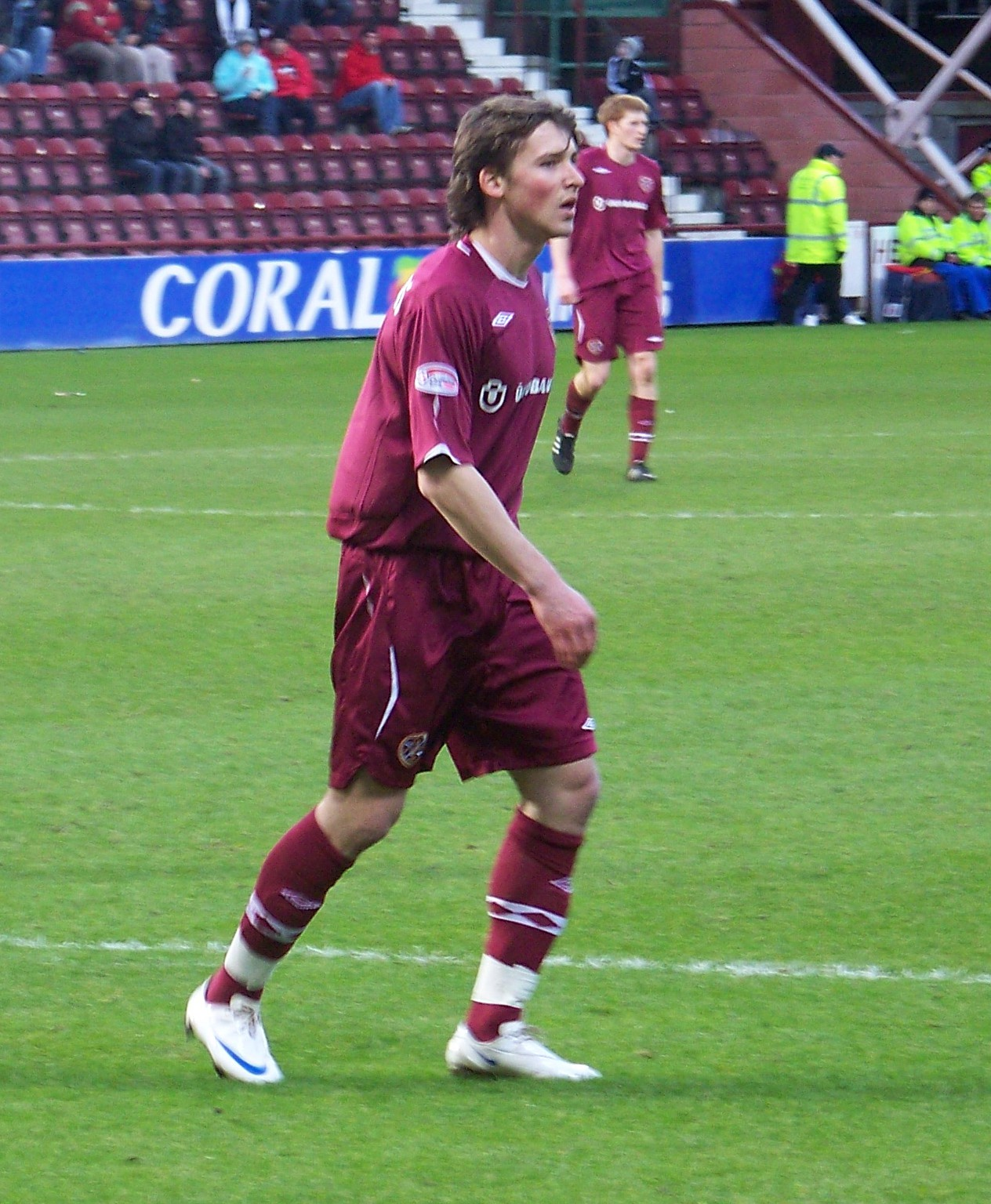
Miko jugando para el Hearts FC.

| Club                      | País        | Año       |
| ------------------------- | ----------- | --------- |
| FC Vilna                  | Lituania    | 2002-2003 |
| F. K. Ekranas             | Lituania    | 2003      |
| FBK Kaunas                | Lituania    | 2004      |
| Heart of Midlothian F. C. | Escocia     | 2005-2009 |
| F. C. Arsenal Kiev        | Ucrania     | 2009-2013 |
| F. C. Sevastopol          | Ucrania     | 2013-2014 |
| Shakhtyor Soligorsk       | Bielorrusia | 2014-2015 |
| F. C. Žalgiris            | Lituania    | 2016-2023 |